# Фридрих фон Гертнер
Фридрих фон Гертнер (на немски: Friedrich Wilhelm von Gärtner) е германски архитект. Той е един от най-значимите строители на Кралство Бавария по времето на Лудвиг I.

## Биография
Роден е на 10 декември 1791 година в Кобленц, Трирско курфюрство (днес провинция Рейнланд-Пфалц, Югоизточна Германия). Баща му Йохан Андреас Гертнер е също архитект. През 1809 г. следва архитектура в Художествената академия в Мюнхен и през 1812 г. продължава в Париж до 1814. След това прекарва няколко години в Рим, Неапол, Сицилия. През 1819 г. е извикан да стане професор по строителство в Художествената академия. Той е едновременно и директор на Нимфенбургската порцеланова манифактура.
През 1829 г. започва строежа на църквата „Свети Лудвиг“ в Мюнхен, а от 1835−1840 г. планува и построява Лудвиг Максимилиан университет по поръчка на херцог Лудвиг IX и крал Максимилиан I Йосиф. През 1840 г. е направен благородник и отива заедно с други строители и художници в Атина, за да завърши построеният по негови планове кралски дворец. През 1842 г. става директор на Мюнхенската академия.
Умира на 21 април 1847 година в Мюнхен на 55-годишна възраст.

## Творби
Някои негови строежи:
- Църквата „Свети Лудвиг“ (Лудвигскирхе), Мюнхен, (1829−1844)
- Възстановяване на Изартор, Мюнхен
- Синагогата в Ингенхайм (1831−1832)
- Баварската държавна библиотека, Мюнхен, (1832 – 1842)
- Санаториум, Бад Кисинген, (1835 – 1838),
- Лудвиг Максимилиан университет, Мюнхен, (1835−1840)
- Кралския дворец, Атина (днес сградата на Парламента), (1836 – 1843)
- Фелдхернхале, Мюнхен, (1841 – 1844)
- Вителсбахския палат, Мюнхен, (1843 – 1847/49)
- Зигестор, Мюнхен, (1843 – 1847/52)

## Други
- В Общомедия има медийни файлове относно Фридрих фон Гертнер
- Friedrich von Gärtner – Der Baumeister Ludwigs I. – Филм от Dieter Wieland BR 1992.